# Pedasí
Pedasí es un corregimiento y ciudad cabecera del distrito de Pedasí en la provincia de Los Santos, República de Panamá. La ciudad está situada en el extremo sur-oriental de la península de Azuero, en la costa del Pacífico, Siendo reconocida por ser un centro turístico de Panamá ya que los mejores surfistas del mundo llegan a esta costa a surfear las olas de este lugar , que pueden alcanzar hasta los 5 metros de altura. también es conocido por es un pueblo de pescadores, en dónde debido por su buena fauna, se pesca mucho lo que es el pargo, la corvina y el tiburón tollo. Pedasí  tiene una población de alrededor de 2.410 personas (2010).
Pedasí cuenta con una clínica de salud pública, dos bancos, una biblioteca, y un puñado de restaurantes, minisupermercados y pequeñas tiendas. La ciudad está equipada con teléfonos y servicios de alta velocidad a Internet. Pedasí es conocido también por alegres carnavales anuales, playas vírgenes, y actividades como la pesca deportiva, el buceo y el surf, así como su proximidad a algunos de los parques nacionales de Panamá.

## Celebridades
- Las hermanas Mireya Moscoso Rodríguez y Ruby Moscoso Rodríguez nacieron aquí.

## Infraestructura
Pedasí consiste principalmente en una calle central (Avenida Central), una plaza (centro de la ciudad) a dos cuadras de distancia, y varios edificios públicos bien mantenidos, rodeado de bloques residenciales.
Por su pintoresca arquitectura y su ordenadamente estructura de carreteras, Pedasí es uno de los principales atractivos de la región de Los Santos.
Desde la ciudad de Panamá, se ubica a unas cinco horas por carretera. Pedasí cuenta con el Aeropuerto Justiniano Montenegro, que recibe vuelos de flete y particular. 

## Atracciones turísticas
Pedasí cuenta con un poco más de tres kilómetros de la costa, donde hay varias playas de arena.
- El Arenal (Bajadero)
- Playa El Toro
- Playa La Garita
- Playa El Lagarto
- Playa El Lanchón
- Playa El Cascajal
- Playa Los Destiladeros
- Puerto Escondido
- Playa Los Panamaes
- Playa la Miel
- Punta Chumico
- Playa Venao
- Playa Madroño

La práctica de surf es frecuente en la famosa Playa Venao, a 20 kilómetros de la ciudad. En 2011 y 2012 Playa Venao albergado dos campeonatos del Mundo de Surf ISA e impulsó un reconocimiento mundial de toda la zona como un lugar para Surf de primera categoría. Playa El Toro tiene una parte rocosa lo cual permite realizar surf sólo una o dos veces al año con gran oleaje. Playa Los Destiladeros también cuenta con varios sitios para practicar surf. El kitesurf es posible durante la estación seca, de enero a abril, en particular en la Playa del Arenal.